# Jean-Jacques Greffet
Jean-Jacques Greffet, né le 24 avril 1959 à Rio de Janeiro (Brésil), est un physicien français, spécialiste d'optique. Il est professeur à l'Institut d'optique Graduate School, Université Paris-Saclay.

## Biographie
Jean-Jacques Greffet étudie à l’École Normale de l'Enseignement Technique (ENSET, aujourd'hui ENS Paris-Saclay) et à l'Université Paris-Sud de 1979 à 1982. Il obtient la licence en 1980, la maîtrise de physique en 1981, l'agrégation de sciences physiques option physique en 1982 et le DEA de physique du solide en 1983. 
Il devient assistant agrégé à l’École Centrale Paris où il prépare une thèse au laboratoire EM2C sous la direction de Magdeleine Huetz-Aubert. Il soutient une thèse et une Habilitation à diriger des recherches de l'Université Paris-Sud en 1988 et 1992 respectivement. Il enseigne à l’École Centrale Paris comme maître de conférences puis comme professeur à partir de 1994. Il effectue un séjour sabbatique à l'Institute of Optics de Rochester de 2001 à 2002. À son retour, il dirige le département de physique de l’École Centrale Paris de 2002 à 2009. En 2009, il rejoint l'Institut d'Optique Graduate School. Il est nommé membre senior de l'Institut universitaire de France de 2009 à 2014 puis de 2015 à 2020. Il dirige l’École Doctorale Ondes et Matière (EDOM) de 2014 à 2019. Il est directeur de l'Institut des Sciences de la Lumière de l'Université Paris-Saclay.
Jean-Jacques Greffet a travaillé sur la propagation des ondes en milieu complexe puis sur la formation des images en microscopie de champ proche de 1994 à 2004. Depuis 1998, il étudie le rayonnement thermique à l'échelle du nanomètre et notamment la possibilité d'exalter les flux de chaleur radiatifs échangés en champ proche en exploitant les propriétés des phonons polaritons de surface.  À partir de 2009, ses travaux se poursuivent dans le domaine de la nanophotonique : nanoantennes et métasurfaces pour le contrôle de l'émission spontanée, plasmonique quantique[Lequel ?].  Il a dirigé 35 thèses de doctorat et publié 200 articles dans des revues à comité de lecture.  

## Distinctions
- Fellow de l'Optical Society of America (2015)
- Prix Servant de l'académie des Sciences (2015)
- Membre senior de l'Institut Universitaire de France (2009-2014)(2015-2020)